# Az érzékek birodalma
Az érzékek birodalma (愛のコリーダ; Ai no korida; Hepburn: Ai no korída; franciául: L’empire des sens) 1976-ban bemutatott színes, japán–francia erotikus filmdráma. Ósima Nagisza alkotása egy nagy port kavart szerelmi bűnügy alapján készült, amely 1936-ban történt Japánban. Egy volt prostituált, Abe Szada minden konvenciót felrúgó szerelmi viszonyt folytatott főnökével, akit végül megfojtott, péniszét levágta és magával vitte. Három nappal később került rendőrkézre. Ügye nagy felzúdulást váltott ki Japánban, mert rávilágított a társadalmi különbségekre és a hagyományos japán erkölcsök válságára. A filmmel szinte egy időben a témának egy másik mozgóképes feldolgozása is készült, kizárólag japán produkcióban, Tanaka Noburu rendezésében: Dzsicuroku Abe Szada (Abe Szada krónikája, 1975). Az érzékek birodalma világszerte szélsőséges fogadtatásban részesült: számos kritikus korszakalkotó remekműként méltatta, miközben mások részéről elhangzott a pornográfia vádja. (A filmben valódi, nem imitált közösülések és egyéb szexuális cselekedetek láthatók.) 
A nyugatnémet hatóságok az 1976-os nyugat-berlini filmfesztivál idején pornográfia vádjával lefoglalták a kópiát, és az egész NSZK-ban betiltották a filmet. (A vádat néhány hónappal később ejtették, és a bemutatót engedélyezték.) Japánban ugyancsak pornográfia miatt emeltek vádat a rendező ellen: a bírósági eljárásnak nagy nemzetközi visszhangja támadt, számos világhírű művész nyilatkozatban állt ki a perbe fogott Ósima és filmje mellett. Két évvel később, ugyancsak japán–francia koprodukcióban Ósima elkészítette a Szenvedélyek birodalma című filmjét, szintén egy viharos szerelmi kapcsolatról, ám ezt a munkáját sokkoló erotika helyett inkább balladai hangvétel jellemzi.

## A valós háttér: Abe Szada
Az 1905-ben született Abe Szada egy nyolcgyermekes család hetedik gyermeke volt. A gyerekek közül csupán négyen érték meg a felnőttkort, közülük Szada volt a legfiatalabb. Szülei szerették őt, mert bátyjával, Sintaróval és nővérével, Terukóval ellentétben eleinte nem volt nehezen kezelhető gyermek. Testvérei azonban egyre több problémát jelentettek, a szülőknek pedig egyre kevesebb idejük volt legkisebb gyermekükkel foglalkozni. Szada gyakran volt távol a szülői háztól, hasonló korú kamaszok társaságában töltötte ideje javát, mígnem 15 éves korában egyik ismerőse megerőszakolta. Szülei rövidesen azzal szembesültek, hogy Szada is épp olyan nehezen kezelhető lett, mint testvérei. Mivel a lány korábban lelkesen tanult énekelni és hangszeren játszani, szülei 1922-ben eladták egy jokohamai gésaháznak. Az akkori Japánban az ilyesmi egyáltalán nem volt ritkaság a szegény családok között: a gésák művelt személyek voltak, nem közönséges prostituáltak, tehát egy szegény lány számára gésának lenni a társadalmi felemelkedés nagy lehetősége volt. Toku, Szada legidősebb nővére később azt állította, hogy testvére mindig is szeretett volna gésa lenni. Ugyanakkor Szada azt mondta, hogy édesapja a promiszkuitása miatti büntetésből adta el őt gésának.
Szada számára a gésák világa csalódást jelentett. Nem volt elegendő az előképzettsége és nem volt elegendő szorgalma a további tanuláshoz, hogy a legkiválóbbak közé emelkedjen, ezért jószerivel csak szexuális szolgáltatást tudott nyújtani. 5 évig végezte ezt a munkát, mígnem nemi betegséget kapott. Ez azt jelentette, hogy állandó orvosi ellenőrzéseken kellett részt vennie, mint a hivatásos prostituáltaknak. Szada elhatározta, hogy inkább áttér erre a jobban fizető hivatásra. Oszakában, a híres Tobita bordélyban kezdte a munkát hivatásos prostituáltként. Hamar rossz híre támadt, mivel meglopta az ügyfeleit, és többször megkísérelt szakítani a prostituált életmóddal, amely szintén nem váltotta be a hozzá fűzött reményeit. Rövid ideig pincérnőként dolgozott, majd újra prostituált lett – immár engedély nélkül – előbb Oszakában, majd Tokióban. Egy ízben a rendőrség letartóztatta, ám egy jómódú férfi, az engedély nélküli bordély tulajdonosának barátja, Kaszahara Kinnoszuke maga mellé vette. Arra viszont nem volt hajlandó, hogy feleségül vegye. Szada szexuális étvágya eleinte izgatóan hatott a férfire, akit később már kimerített a gyakori szexuális élet. Szakításuk után Szada egy étteremben vállalt munkát Nagojában. Itt ismerkedett meg Omija Goro professzorral, akivel viszonyt kezdeményezett. Munkáltatói nem nézték jó szemmel ezt a kapcsolatot, s mivel Szada is megunta Nagoját, a lány visszatért Tokióba. Omija ott is találkozott vele, hajlandó lett volna támogatni is, ám Szada élete nem várt fordulatot vett.
1936. február 1-jén Abe Szada a Josidaja nevű intézményben kezdett dolgozni. A 42 éves tulajdonos, Isida Kicsidzo érdeklődését felkeltette az új alkalmazott. Szada hamar engedett főnöke vágyainak, mivel az egyébként nagyvonalú Omija szexuálisan nem elégítette ki. Kicsidzo és Szada kapcsolata mind szenvedélyesebbé vált: egyik teaházból a másikba költöztek, és idejük javát szeretkezéssel töltötték, gyakran egy vagy több gésa jelenlétében. A nős férfi egy idő után mégis visszatért feleségéhez, és ezt a féltékeny Szada nehezen viselte el. Következő találkozásukkor késsel fenyegette meg a férfit, hogy megöli, amennyiben rajta kívül mással is szeretkezik. Együtt mentek az Ogu nevű intézménybe, amelyet a férfi többé nem hagyott el. Szeretkezéseik mind hosszabbak és különlegesebbek lettek. Kölcsönösen fojtogatták egymást, miután felfedezték, hogy ez fokozza számukra a szexuális gyönyört. Isida egy ízben azt mondta, hogy számára fájdalmas, amikor Szada abbahagyja a fojtogatást, inkább ölje meg őt. 1936. május 18-án, kb. hajnali kettőkor Szada megfojtotta az alvó férfit, egy konyhakéssel levágta a péniszét, és a férfi vérével azt írta Isida mellkasára, hogy Szada, Kicsi Futari-kiri (Szada és Kicsi örökké együtt.) Ezután elhagyta a vendéglőt, és Omijához ment. Bocsánatot kért a férfitól, amiért tönkretette őt. (A botrány kipattanása után Omija karrierjének valóban befellegzett.)
Szada három nappal később került rendőrkézre, miután egész Japánban nagy erőkkel keresték. A tárgyalás során azt mondta, szeretetből ölte meg Kicsidzót, mert teljesen magának akarta őt. Ez a fajta szenvedély az egész országot meglepte, hiszen ilyesfajta szerelmi gyilkosságok addig nem történtek. Az állami propaganda is kiemelten foglalkozott az üggyel, ami alkalmas volt arra, hogy a tömegek figyelmét eltereljék az ország súlyos külső és belső problémáiról. Az emberek fantáziáját nagyon megmozgatta Szada esete: azt beszélték, hogy Isida különösen nagy méretű hímtagjával váltotta ki ezt a szenvedélyt gyilkossá vált partnerében. Szada cáfolta ezeket a pletykákat, mondván, hogy szeretője mérete átlagos volt, a vágy és a szerelmi technikája tette rendkívülivé a férfit. (A levágott hímtag múzeumba került, nyilvánosság előtt is bemutatták, ám a második világháború vége előtt eltűnt.) A vád hosszas börtönbüntetést követelt a nőre, Szada pedig leginkább meghalni szeretett volna. Végül hat évre ítélték. Majdnem napra pontosan 5 évvel a gyilkosság után, 1941. május 17-én amnesztiával szabadult.
Szabadulása után a hírnév előnyeit és hátrányait egyaránt élvezhette. Személye iránt óriási volt az érdeklődés, melynek eredményeként természetesen valótlanságokat is mondtak róla. Szada beperelte egy róla szóló könyv szerzőjét, ám perre végül nem került sor: a kulisszák mögött alighanem megegyeztek. Magánélete nem rendeződött, mert amint kiderült valódi személyazonossága, az máris véget vetett egy jómódú férfival kialakult kapcsolatának. A média érdeklődése Szada iránt évtizedek alatt sem csökkent. 1970 elején az asszony váratlanul eltűnt a nyilvánosság szeme elől. Senki nem tudja pontosan, hogy mi történt vele. Valószínűleg az 1980-as évek vége felé elhunyt. Akik ezt állítják, arra hivatkoznak, hogy Isida sírján 1987 után már nem volt többé friss virág. Egy 1989-ben megjelent könyv szerzője, Gibo Aiko azt állította, hogy látta Szada sírját.

## A cselekmény
|  | Alább a cselekmény részletei következnek! |

Tokió, 1936. Abe Szada, a volt prostituált egy fogadóban dolgozik szolgálóként. A fogadó tulajdonosával, a szexuálisan mindenevő Isida Kicsidzóval találkozva szexuális kísérletekből, ivásból és egyéb élvezetekből álló kapcsolatba kezdenek. Egymás iránti megszállottságukban Szada megígérteti Isidával, hogy többé nem fog a feleségével lefeküdni, ellenkező esetben Szada megölheti. Mivel egymás fojtogatását szeretkezés közben különösen izgatónak találják, Isida (miután ígéretét megszegte) megengedi, hogy Szada ily módon ölje meg. Szada ezt megteszi, majd levágja Isida péniszét, ezután vérrel a férfi mellkasára írja: „Szada és Kicsi örökké együtt.”
|  | Itt a vége a cselekmény részletezésének! |

## Címmagyarázatok
A film francia címe (L’empire des sens) egyes magyarázatok szerint utalás Roland Barthes, a tekintélyes francia irodalomtörténész és filozófus L’empire des signs (A jelek birodalma) című könyvére. Ebben a munkájában Barthes azt fejtegeti, hogy bizonyos rituálék – beleértve természetesen a szexualitást is – elvesztették valódi jelentéstartalmukat, kiüresedtek. Az érzékek birodalma mintegy válasz Barthes tanulmányára. Ósima alkotásában ugyanis a szexualitás dominál annak minden rítusával, de érzelmi kötődés, lelki mélység nélkül: a két főszereplőt nem a szerelem, hanem a testi vágy, a szexualitás láncolja egymáshoz. Az elemzők Barthes mellett főleg Georges Bataille műveivel – például a magyar nyelven is megjelent A szem történetével – érezték rokonnak Ósima filmjét, némi túlzással egyenesen Bataille nézeteinek a szemléltetését látták benne. A japán cím (Ai no korída) jelentése: A vágy küzdőtere. A címben szereplő szó (korída) utalást jelent a bikaviadalra – a bikaviadal spanyolul: corrida –, ahol a bika és a matador között halálos rituális játék zajlik, melynek tétje, hogy ki győzi le a másikat, ám végeredménye mindig a halál. A japán cím az erotika és a halál kapcsolatát emeli ki, ami a szexuálfilozófiában különösen kedvelt összefüggésnek számít.

## Rokon alkotások
Nem érdektelen megemlíteni a filmművészeti kapcsolatokat sem. Az 1970-es években néhány olyan európai alkotás született, amelyek sok mindenben rímelnek Az érzékek birodalmára. Bernardo Bertolucci Utolsó tangó Párizsban (1972) című drámájának két főszereplője szintén az érzelmek nélküli testiségnek adja át magát egy üres párizsi lakásban. E különös kapcsolatban eleinte a férfi dominál, aki éppen azáltal kerül alárendelt helyzetbe, hogy egy idő után mégis érzelmeket szeretne vinni a kapcsolatba, partnernőjének nemcsak a testét, hanem a lelkét is ismerni akarja. A szexualitás és a halál összefüggésének motívuma Bertoluccinál éppúgy jelen van, mint Marco Ferreri A nagy zabálás (1973) című botrányfilmjében, Pier Paolo Pasolini Salò, avagy Szodoma 120 napja (1975) című sokkoló drámájában és Jancsó Miklós Magánbűnök, közerkölcsök (1976) című munkájában. Pasolini és Jancsó az „arctalan” szexualitást a politikával, a Hatalommal kapcsolja össze, de egymással ellentétes értelemben: Pasolininél a szexualitás a Hatalom eszköze a neki alárendeltek kihasználására és megalázására, míg Jancsónál a szexualitás éppen hogy eszköz a Hatalom ellen, a szabad ember legtermészetesebb megnyilvánulása. (Ósima filmjében a társadalmi-politikai háttér szinte egyáltalán nem jelenik meg, és ezt egyesek Az érzékek birodalma hibájának tartják.) Just Jaeckin Emmanuelle (1973) című alkotása azáltal emelkedik ki a kommersz erotikus filmek mezőnyéből, hogy az elsők között ábrázolta a szexualitást filmen a nő szemszögéből, és mutatta be a hősnőt kezdeményező, sőt domináns félként. Az érzékek birodalma ugyancsak a női szexualitást helyezi a középpontba. Abe Szada azonban a maga korában nemcsak azzal váltott ki szimpátiát, hogy kezdeményező volt a szexben, hanem a női emancipáció, a társadalmi egyenlőtlenségek elleni harc előfutárát is látták benne. Szada (és Emmanuelle) ellentéteként tekinthetünk az O története hősnőjére, aki önként veti alá magát a testi-lelki kiszolgáltatottságnak. (Érdekes, hogy e regény filmváltozatát ugyancsak Just Jaeckin készítette el, épp Ósima filmjével egy időben.)

## A halál mint orgazmus
Az érzékek birodalma – mint arról fentebb szó volt – a szexualitást merőben másképp értelmezi, mint az európai kultúra. A nyugati felfogás a szexualitást általában csak lelki kapcsolattal együtt, a szerelem testi megnyilvánulásaként fogadja el. Az önmagáért való szexualitás bűnnek minősül, még a liberálisnak tartott nyugati társadalmakban is elsősorban a pornográfia hivatott kielégíteni ezt a „sötét, állati ösztön”-t. Az európai kultúrkörben utoljára talán csak az ókori görögöknél és rómaiaknál volt jelen a szexualitás a maga természetességével, a bűn fogalma nélkül. A Távol-Keleten, a kereszténység hatókörén kívül a szexualitásnak egyértelműen pozitív az értelmezése, nemcsak utódnemzési, hanem örömszerzési szempontból is. Ósima filmjében a szexualitás nem bűn, ám hogy mégsem igazán vonzó és izgató, az annak köszönhető, hogy a nézőnek a nemiség és a halál kapcsolatával kell szembenéznie. A keresztény kultúrkörben a szexualitás még ma is gyakran csak utódnemzési funkcióval igazán elfogadott, vagyis egyértelműen az élet fogalmához kapcsolódik, az örömszerző szexualitásban viszont a halál motívuma is megjelenik. Szada és Kicsidzo kapcsolatát végigkíséri a halál motívuma. Kicsidzo akkor pillantja meg Szadát először, amikor a lány egy késsel támad a férfi feleségére. A kés visszatérő motívum lesz a történetben: Szada késsel fenyegeti meg a szeretőjét, hogy kasztrálni fogja, amennyiben mással is szeretkezik, és erre a kasztrációra végül sor is kerül. Fontos azonban megemlíteni, hogy a kés nem a gyilkosság eszköze, hiszen Kicsidzo önként vállalt (és kölcsönös) fojtogatás áldozata lesz. A főszereplők egyre féktelenebbé váló, minden tabut ledöntő kapcsolatában a halál az utolsó tabu, a szexuális egyesülés igazi tetőpontja, a legnagyobb orgazmus. Az örökké szeretkezni akaró Szada és az állandó erekcióban lévő Kicsidzo kapcsolata szükségszerűen végződik halállal, hiszen örökös vágy emészti őket az egyesülés élményéért, számukra nem létezik kielégülés. A szeretkezés nem csillapítja, hanem fokozza vágyaikat, melyeket egymástól távol sem képesek kordában tartani. Kicsidzo olyankor bármilyen nőneműt képes meghágni, aki a közelébe kerül, Szada pedig arra kéri idős kitartóját, hogy csípje, marja, üsse a testét, mert számára a szexualitás akkor már elválaszthatatlan a fizikai fájdalom érzésétől.
Szada alkalmazottként kezdett viszonyt Kicsidzóval: társadalmi szempontból e kapcsolat elején még alárendelt szerepben volt. Később az egymás kielégítése iránti vágy egyenrangúvá tette őket, aztán egyértelműen Szada került fölénybe, abban a pillanatban, amikor Kicsidzo már csak a vágy szintjén tudott lépést tartani Szada szexuális étvágyával, testileg már egyre kevésbé. A fojtogatás célja számukra nem a fájdalom okozása, hanem a gyönyör fokozása. Ebben az egymást felemésztő testi kapcsolatban nyilvánvalóan nem lehetnek tabuk: Szada számára a gyönyör egyik formáját jelenti szeretője ondójának lenyelése, Kicsidzo számára pedig különleges élvezetet jelent annak a főtt tojásnak az elfogyasztása, melyet előzőleg Szada vaginájában helyeztek el. Kicsidzo kasztrálása nem azt jelenti, hogy Szada megfosztotta szeretőjét a férfiasságától, hanem azt, hogy ezáltal még egyszer, immár utoljára birtokolhatja vágyai tárgyát.

## A cenzorok birodalma
Ósima alkotása a maga idejében szinte mindenhol kivívta a cenzúra nemtetszését. Ez számos országban egyszerűen annyit jelentett, hogy a filmet be sem mutatták, míg máshol vágásokat rendeltek el. Az NSZK-ban egyenesen a tekintélyes berlini filmfesztiválon foglalták le a kópiát, és vádolták meg a szervezőt, a nemzetközileg ismert Ulrich Gregort pornográfia terjesztésével. (Másfél évvel később a német hatóságok vágások nélkül engedélyezték a nyilvános bemutatót.) Japánban Ósimát perbe fogták a film miatt. Az eljárásnak nagy nemzetközi visszhangja támadt, és ismét középpontba helyezte a művészi ábrázolás korlátainak kérdését, a cenzúra mindig kényes témáját. A rendezőt persze nem kellett félteni, mivel Ósima annak idején jogot tanult a kiotói egyetemen, és szemmel látható élvezettel csinált bolondot a vádat képviselő cenzorokból. Az obszcenitás vádját azzal védte ki, hogy azt mondta, szerinte nem lehet obszcén az, ami bemutatásra kerül, ami látszik. A pornográfia vádja ellen azt hozta fel, hogy ez a film nem izgatja fel a nézőt szexuálisan, ellentétben a valóban pornográf alkotásokkal, melyeknek viszont épp a néző szexuális felizgatása a céljuk. A pornográfia a szexualitást az elfojtások és ösztönök szintjén kezeli, míg Az érzékek birodalma ünnepli a testiséget, még akkor is, ha ezt egy szélsőséges eset bemutatásával teszi. Ennek ellenére a film Japánban csak megvágva kerülhetett a közönség elé. (Az igazság kedvéért meg kell jegyezni, hogy a távoli szigetországban még az egyértelműen pornográf, tehát kifejezetten felnőttek között terjesztett alkotásokat is gyakran cenzúrázzák, fekete vagy szürke négyszöggel „kitakarják” vagy legalább elhomályosítják a nemi szerveket, főleg a férfiakét.)
A női főszereplő, Macuda Eiko különösen megszenvedte a filmet. A japán sajtó rendkívül hevesen támadta, „erkölcstelen”-nek, „a Nyugat kurvájá”-nak titulálták. Fudzsi Tacuja, a férfi főszereplő karrierjének viszont nem ártott a film, sőt megszaporodtak a filmszerződései. (A Szenvedélyek birodalma férfi főszerepét is ő játssza.) Magyarország a cenzúra frontján a közepesen szigorú országok közé tartozik, legalábbis ami a jelen filmet illeti. Nálunk 10 évvel a világpremier után került sor a bemutatóra, és ez bármilyen soknak tűnik, még így is megelőztünk a premierrel néhány fejlettnek mondott országot, például Angliát. A Fővárosi Operettszínházban került először a magyar közönség elé a film, a nyári szünet idején. Noha a bemutató egyértelműen 18 éven felülieknek szólt (a korhatárt pedig a bejáratnál ellenőrizték is), erénycsőszök követelésére néhány napon belül megtiltották az este 9 előtt kezdődő vetítéseket. (Addig a film este fél 7 és fél 9 órai kezdésekkel volt megtekinthető.) Vágásokat viszont senki nem kért a hazai illetékesek közül, és vágatlanul került sor a hazai tévépremierre is a rendező 60. születésnapja alkalmából. A tévés vetítés egy szombati napon, 23.10-kor kezdődött. (Ironikus, hogy egy héttel később A kék lagúna című tinifilm stílusában készült Sivatagi Paradicsom című romantikus filmet – benne néhány ártalmatlan meztelen jelenettel – még későbbi kezdéssel, majdnem éjféltől láthatta a hazai nagyérdemű a televízióban.)

## Magyar kritikai visszhang
„Az érzékek birodalma akkor is, mai szemmel is sokkolóbb, taszítóan-vonzóan megrendítőbb módon ábrázolja az emberi szexualitást, mint bármilyen pornófilm. Ennek nyilván a film formai tisztasága, képi nyelvének hibátlanul egyszerű kifinomultsága az oka: Ósima, mint más filmjeiben, itt is rendkívüli feszültséget tud teremteni. […] Az érzékek birodalmát, amikor tíz éve Párizsban láthattam, én is katartikusan megrázó remekműnek véltem. Ma viszontlátva ellenérzésem a nagyobb: távolinak, idegennek érzem. Ma is monstrum ez a film; nem vonzó, ijesztő monstrum. Öröm helyett a riadalom baljós izgalma jár át, míg szemlélem. Hogy nem könnyen megfogalmazható riadalmamat hasonlítsam valamihez: a tudatalatti homályból, a titkolt dolgok távolinak hitt birodalmából füstölögve elém zuhant irtózatos meteor képzetét kelti, de valahogy gonoszul kihűlt meteorét. Dr. Freud csekély optimizmussal kecsegtető, valamiképp mégis humanizált, átélhetően komor tanítása tulajdonképpen a szépirodalom módján kerül közel sok olvasóhoz; tragikusan fenyegető tanítás ugyan, de a katartikus megnyugvás, a »felismerés« bölcs örömével ajándékoz meg. Ósima filmje, bár végül is semmi riasztóbbat nem tár fel, mint a freudi tanok, mindezzel nem szolgál, idegen marad, átélhetetlen.”

(Bikácsy Gergely: Érosz túszai. In: Filmvilág 1986/3, 26–31. oldal)
„A film érzékeny-érzéki témájához Ósima biztos formaérzékkel nyúlt: a film képei egyszerre brutálisan nyíltak és költőien finomak. A leíró snittek mindegyike átgondolt, festményszerű kompozíciónak tűnik (mindegyik beállítás sokat köszönhet a fényelosztásnak és a végiggondolt színhasználatnak), az akciósnittek pedig különleges, finom perspektíva-játékaikkal emelik meg az események brutalitását. A szexuális akciók egyáltalán nem lógnak ki a filmből, szervesen illeszkednek a képi és történeti struktúrába, és a mesélés és megmutatás logikájából következik, hogy amit látunk, azt látnunk is kell. A film tárgya a szenvedély és a megszállottság, a szexuális és birtoklási vágy végletekig vitt – de nem stilizált! – bemutatása. […] Az Ai no korída határsértő és tabudöntő mű a szex hatalmáról, és arról, hogy amiről nehéz beszélni, arról nem hallgatni kell. Hanem megmutatni.”

(Kubiszyn Viktor: A test démonai. In: Filmvilág 2005/8, 45–47. oldal)

## Főszereplők
- Macuda Eiko (Abe Szada)
- Fudzsi Tacuja (Isida Kicsidzo)
- Nakadzsima Aoi (Toku)
- Macui Jaszuko (a Tagawa tulajdonosa)
- Szeri Meika (Macuko, a Josidaja cselédje)
- Kobajasi Kanae (Kikurjú, az öreg gésa)
- Tonojama Taidzsi (idős koldus)
- Kokonoe Kjódzsi (Ómija tanító)
- Siraisi Naomi (Jaedzsi gésa)
- Noda Sinkicsi (öreg férfi a fogadóban)
- Hori Komikicsi (a Micuva gésája)
- Macunoja Kikuhei (Hókan, a tréfamester)
- Kojama Akiko (a Manszaki gésája)
- Azuma Juriko (a Micuva gésája)
- Minami Rei (a Micuva gésája)
- Aoki Macsiko (a Micuva cselédje)
- Abe Mariko (Kinu, a Josidaja cselédje)
- Okada Kjóko (Hangjoku, a fiatal gésa)
- Jaszuda Kijomi (a Micuva gésája)
- Fudzsi Hiroko (O-Cune)
- Micubosi Tómi (Csieko, a Josidaja cselédje)
- Tamijama Kacue (a Manszaki kövér cselédje)
- Fukuhara Hitomi (az esernyős lány)
- Fudzsino Hiroko
- Tomijama Kazune

## Díjak

### A Brit Filmintézet díja
- 1976 Ósima Nagisza

### Hocsi-filmdíj
- 1976 Fudzsi Tacuja (legjobb színész)